# カウント・オジー
カウント・オジー（Count Ossie , 1926年 - 1976年10月18日）、本名オズワルド・ウイリアムス (Oswald Williams) は、ジャマイカのセント・トーマス教区出身 のラスタファリアン、ドラム奏者、バンドリーダー。

## 概要
幼少の頃からラスタのコミュニティに育ち、そこでラスタの歌と太鼓を学ぶ。 1950年代後半に、彼は他の打楽器奏者達とカウント・オジー・グループを結成。プリンス・バスター によって多くの演奏が録音された。そのなかの一つ、フォークス・ブラザース「オー・キャロライナ (Oh Carolina)」は、1959年にリリースされた歴史上最初のレゲエの録音物とも言われている(当時レゲエという呼称はまだなかった)。この曲は、1993年にシャギーがリメイクして世界的なヒットとなった。この時期、ムーディズ・レーベルの創始者のハリー・ムーディ (Harry Mudie) とも組んで録音をしている。
その後、彼はミスティック・レベレーション・オブ・ラスタファリ (Mystic Revelation Of Rastafari)を結成し、2作のアルバムを残した。レコード3枚組 の『グロウネーション (Grounation)』は、「オー・キャロライナ (Oh Carolina)」、「ソー・ロング (So Long)」、表題曲「グロウネーション (Grounation)」 の3曲が特に有名である。
1975年、『テイルズ・オブ・モザンビーク (Tales Of Mozambique)』 (Dynamic 1975) をリリースする。その翌年、1976年の10月に交通事故で亡くなる。

## ディスコグラフィ

### Grounation
1. Bongo Man
2. Narration
3. Narration Con't
4. Mabrat - Passin' Through
5. Poem
6. Hundred Years
7. Poem
8. Song
9. Lumba
10. Way Back Home
11. Ethiopian Serenade
12. Oh Carolina
13. So Long
14. Grounation Part 1
15. Grounation Part 2
16. The Warm Up

### Tales Of Mozambique
1. Sam's Intro
2. Tales Of Mozambique
3. Selam Nna Wadada (Peace And Love)
4. No Night In Zion
5. I Am A Warrior
6. Wicked Babylon
7. Let Freedom Reign
8. Lock, Stock And Barrel
9. Nigerian Reggae
10. Run One Mile